# О спасењу свих
О спасењу свих. Рај, пакао и свеопште спасење књига је америчког филозофа и проучаваоца религије Дејвида Бентлија Харта, коју је 2019. године објавила Универзитетска штампа Јејла. Хартова главна теза јесте да „ако хришћанство узето као целина представља један заиста целовит, доследан и веродостојан систем веровања, онда је универзалистичко разумевање његове поруке, заправо, једино могуће.” Он књигу сматра додатком свом преводу Новог завета, који је 2017. такође објавио Јејл. Наслов књиге представља наговештај на библијску изјаву у 1 Тим 2,4 да Бог „хоће да се сви спасу”. Књига је 2019. објављена и у аудио-облику, а 2021. изашло је издање с новим предговором у меком повезу. Српско издање је 2023, у преводу Ивана Недића, објавио београдски Biblos Books.

## Рецепција
О спасењу свих је од објављивања поларизујућа књига; неки су је свесрдно хвалили, а други најоштрије критиковали.
Отац Џон Бер је књигу описао речима: „Бриљантна обрада – егзегетски, теолошки и филозофски.” Џон Милбанк је рекао да нас Харт „позива назад на истинско правоверје, можда у прави час”. Отац Ендру Лаут ју је окарактерисао као „чврсто одбрањени став за универзализам”. Том Грегс је књигу назвао „стварно лепом и умирујућом”. Остали благонаклони рецензенти похвалили су књигу као „страствену објаву апсолутне љубави Бога откривене у Исусу Христу” и „дело пометене и тврде савести” чији су аргументи „силовити, аналитички јасни и убедљиви”.
Међутим, разни критичари – попут Едварда Фејзера – окарактерисали су књигу као „напад на хришћанску традицију” пун „заједљивог празнословља”, па чак и „јерес”.
Пуно тога Харт је предвидео већ у самој књизи: „Предосећам да ће они… који се са мном не слажу (а њих је много више) или одбацити [аргументацију], или ће (ако су довољно напорни) покушати да је оповргну, износећи ставове традиционалне већине на безброј веома предвидивих и устаљених начина.” Потом је у разним публикацијама одговорио великом броју критичара.